# Robert Hayes (jurist)
Robert Alexander Hayes (n. 1942 – d. 20 noiembrie 2011) a fost un profesor asociat de drept australian la Universitatea din Western Sydney.

## Biografie
După ce a studiat la Scotch College⁠(d), Melbourne, a absolvit în drept la Universitatea din Melbourne și a absolvit un doctorat în defăimare la Universitatea Monash în 1973. Hayes a fost un avocat (solicitor) calificat, avocat pledant, ofițer cvasi-judiciar, comisar pentru reforma legii, consultant guvernamental, editor juridic și lector de drept. Numirile sale internaționale au inclus prelegeri la facultățile de drept din McGill, Montreal și Universitatea din Toronto. În 1980, a devenit comisar la Comisia pentru Reforma Legislativă din Australia și a salvat o anchetă învechită privind legea confidențialității la timp pentru ca președintele, Michael Kirby, să prezinte raportul în trei volume în ultimele zile ale anului 1983. De asemenea, a fost responsabil de o anchetă privind agenții de asigurări, brokeri și contracte.
Hayes a fost editorul fundației Australian Law Reports⁠(d), a fost membru al Institutului Australian de Științe Criminalistice, fost președinte al Mental Health Review Tribunal⁠(d) și fondator al Facultății de Drept UNSW.
A avut o listă extinsă de publicații, cea mai recentă publicație a lui fiind Criminal Law and Procedure in New South Wales („Dreptul penal și procedura în New South Wales”), la care a fost coautor cu Michael Eburn, lector principal la Universitatea din New England, Australia.
Hayes a fost implicat în numeroase programe de servicii comunitare, inclusiv Intellectual Disability Rights Service și ca președinte al Comitetului de Management al Charmian Clift Cottages, un program rezidențial pentru mamele cu boli mintale și copiii lor.
Hayes era căsătorit și avea patru copii.